# Karolina Stasiak
Karolina Eliza Stasiak – polska urzędniczka, ambasadorka Unii Europejskiej w Zambii (od 2023).

## Życiorys
Karolina Stasiak ukończyła na Uniwersytecie Warszawskim studia lingwistyczne (2002) oraz licencjackie na kierunku stosunki międzynarodowe w ramach Centrum Europejskiego UW (2003).
Zawodowo związana z instytucjami unijnymi. Pracowała między innymi w latach 2014–2018 jako zastępczyni kierownika Delegatury UE w Dakarze (Senegal).
W 2023 została mianowaną ambasadorką Unii Europejskiej w Zambii.